# 500-те мили на Индианаполис
500-те мили на Индианаполис също известно и като Индианаполис 500, Инди 500 е автомобилно състезание в САЩ. Рекламирано е като „най-великото състезание в автомобилните спортове“ и се счита за едно от трите най-престижни автомобилни състезания в света заедно с 24-те часа на Льо Ман и Голямата награда на Монако. Първото издание се провежда през 1911 г., което го прави едно от най-старите автомобилни състезания.
В периода 1950 – 1960 г. е част от световния шампионат на Формула 1. От 1979 до 1995 г. е част от КАРТ сериите, от 1996 г. е част от шампионата на Indy Racing League а от 2008 г. в обединената IndyCar Series.
Официалното присъствие не се разкрива от ръководството на Speedway, но постоянният капацитет на седалките е над 250 000, а почитателите на вятъра повишават присъствието на състезанието на около 300 000 души.
Провежда се ежегодно в навечерието на Деня на възпоменанието (Memorial Day) в последната неделя на месец май, на пистата Индианаполис Мотор Спидуей в Индиана, САЩ.

## Победители
Това са само стартовете, които участват като кръг от световния шампионат на Формула 1.
| Година | Пилот         | Конструктор       | Писта        | Статистика |
| ------ | ------------- | ----------------- | ------------ | ---------- |
| 1960   | Джим Рътман   | Уотсън-Офенхаусър | Индианаполис | Статистика |
| 1959   | Роджър Уорд   | Уотсън-Офенхаусър | Индианаполис | Статистика |
| 1958   | Джими Брайън  | Салих-Офенхаусър  | Индианаполис | Статистика |
| 1957   | Сам Ханкс     | Салих-Офенхаусър  | Индианаполис | Статистика |
| 1956   | Пат Флайърти  | Уотсън-Офенхаусър | Индианаполис | Статистика |
| 1955   | Боб Свикърт   | Къртис-Офенхаусър | Индианаполис | Статистика |
| 1954   | Бил Вукович   | Къртис-Офенхаусър | Индианаполис | Статистика |
| 1953   | Бил Вукович   | Къртис-Офенхаусър | Индианаполис | Статистика |
| 1952   | Трой Рътман   | Кузма-Офенхаусър  | Индианаполис | Статистика |
| 1951   | Ли Уолърд     | Къртис-Офенхаусър | Индианаполис | Статистика |
| 1950   | Джони Парсънс | Къртис-Офенхаусър | Индианаполис | Статистика |

## Победи-статистика

### Пилоти
| Победи | Пилот       | Постигнати |
| ------ | ----------- | ---------- |
| 2      | Бил Вукович | 1953, 1954 |

### Конструктори
| Победи | Конструктор | Постигнати                   |
| ------ | ----------- | ---------------------------- |
| 5      | Къртис      | 1950, 1951, 1953, 1954, 1955 |
| 3      | Уотсън      | 1956, 1959, 1960             |
| 2      | Салих       | 1957, 1958                   |

### Двигатели
| Победи | Двигател   | Постигнати                                                       |
| ------ | ---------- | ---------------------------------------------------------------- |
| 11     | Офенхаусър | 1950, 1951, 1952, 1953, 1954, 1955, 1956, 1957, 1958, 1959, 1960 |

### Националност на пилотите
| Победи | Страна | Постигнати                                                       | Пилоти |
| ------ | ------ | ---------------------------------------------------------------- | ------ |
| 11     | САЩ    | 1950, 1951, 1952, 1953, 1954, 1955, 1956, 1957, 1958, 1959, 1960 | 10     |